# Oldenburgische Ordnungspolizei

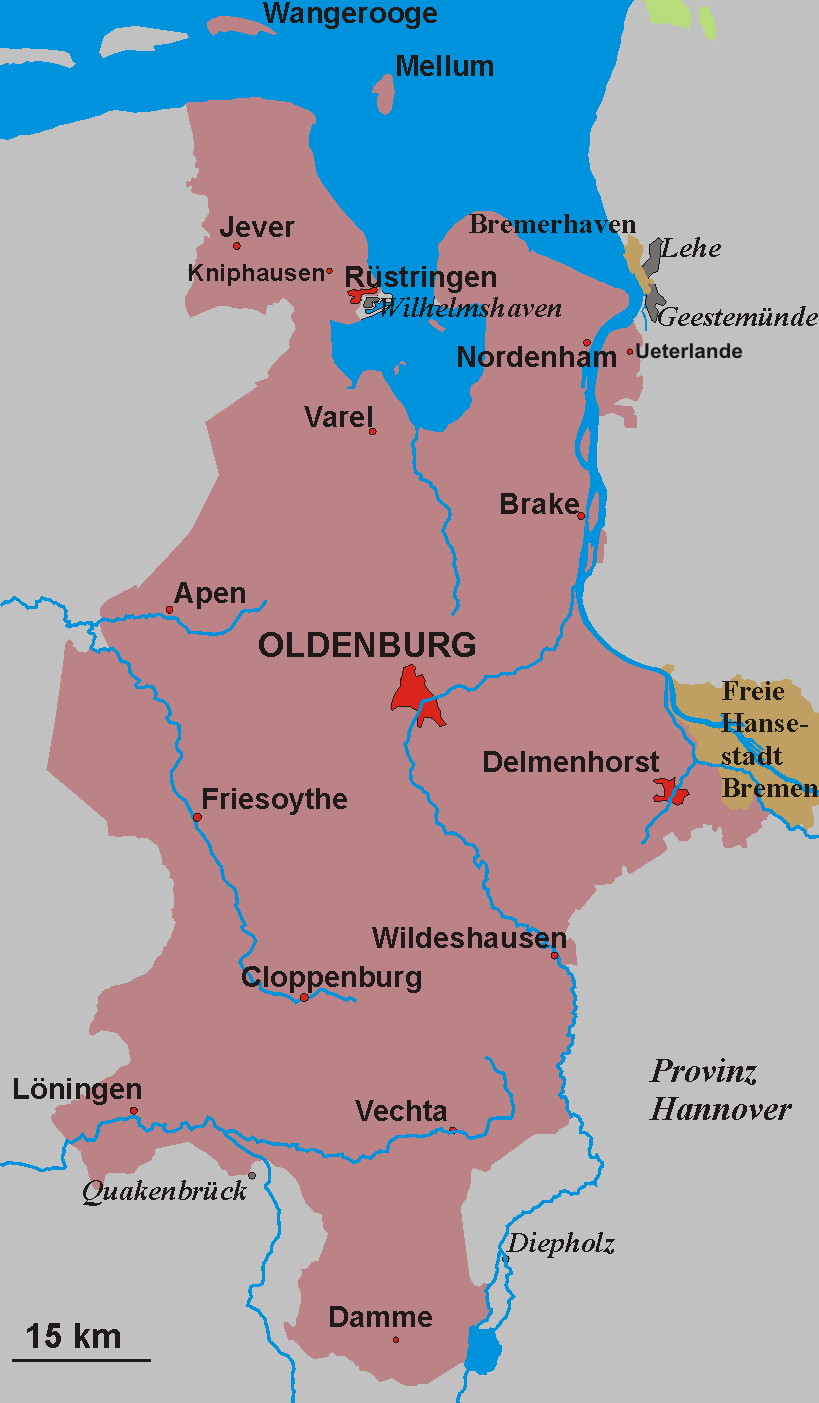
Karte-Oldenburg

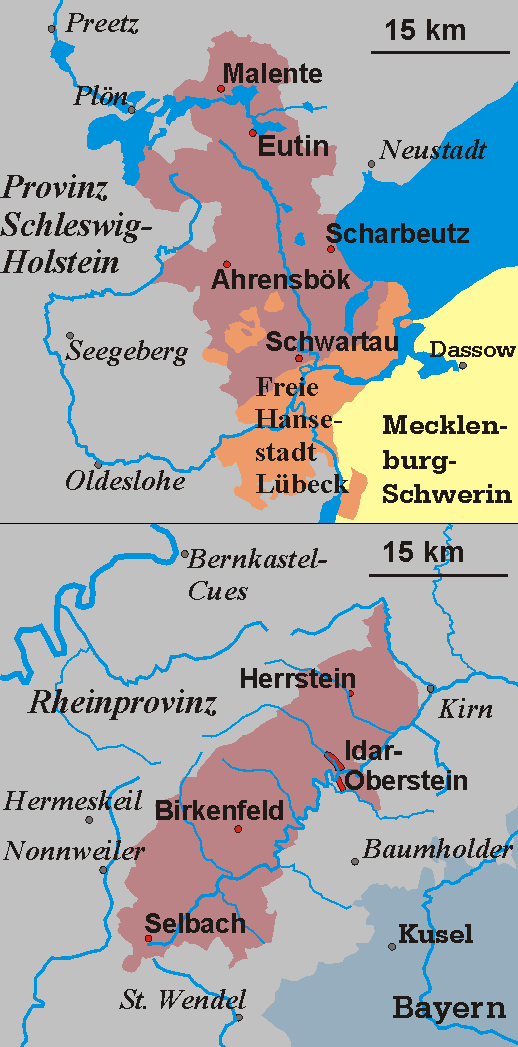
Karte-Oldenburg-Ex

Die Oldenburgische Ordnungspolizei wurde 1919 als paramilitärische Sicherheitspolizei (Sipo) des Freistaats Oldenburg gegründet. 1920 wurde sie aus außenpolitischen Gründen in Ordnungspolizei (Orpo) umbenannt. 1933 wurden große Teile der Orpo in die so genannte Landespolizei umgewandelt, die 1934/35 in die Reichswehr bzw. Wehrmacht überführt wurde.

## Geschichte

### Übersicht. Das Polizeiwesen im Freistaat Oldenburg 1919

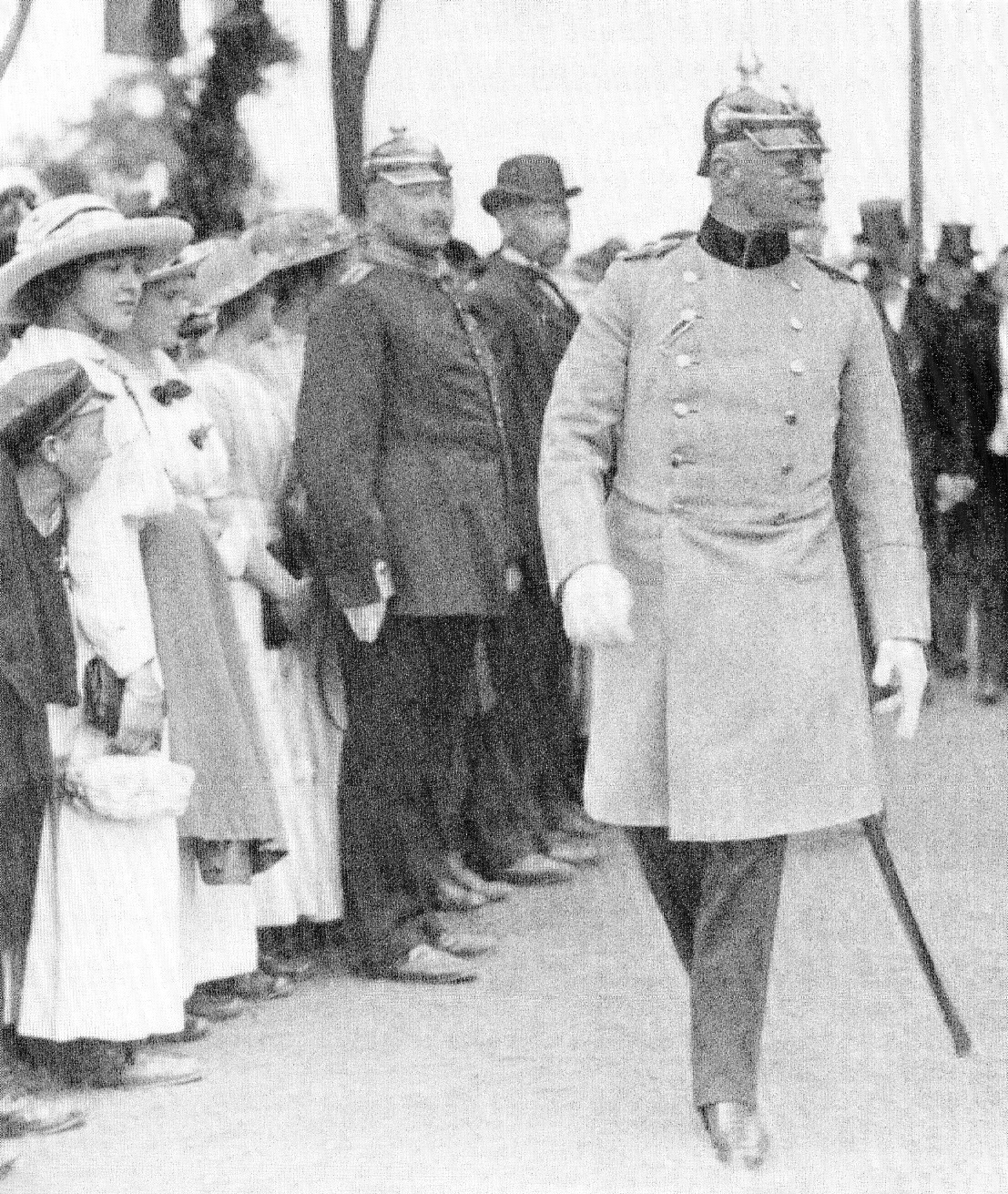
Großherzoglich Oldenburgischer Gendarm im Dienstanzug (Bildmitte). Rechts im Bild Großherzog Friedrich August. Aufnahme vom 21. Mai 1914 Rodenkirchen, Amt Brake, heute Landkreis Wesermarsch

Die Polizeistruktur des Freistaats entsprach trotz der politischen Folgen der Novemberrevolution 1918 praktisch unverändert der des Großherzogtums. Als Staatspolizei fungierte weiterhin das ehemalige Großherzogliche Gendarmeriekorps. Mittel- und Kleinstädte wie Rüstringen (seit 1937 Wilhelmshaven), Oldenburg, Delmenhorst, Varel, Elsfleth, Nordenham, Cloppenburg oder Vechta verfügten über Kommunalpolizeien mit Schutzmannschaften oder einigen wenigen Schutzleuten bzw. Polizeidienern. In den Gemeinden wurde der Polizeidienst ausschließlich von der Gendarmerie versehen, in einigen Städten war sie ganz oder teilweise für den Kriminalpolizeidienst zuständig. Die Kommunalpolizei der Stadt Oldenburg bestand 1914 aus 33 Polizei-Wachtmeistern und Schutzleuten, die, von einem Polizei-Oberwachtmeister geführt, dem Stadtsyndikus unterstand. Der Nachtdienst wurde von 12 so genannten Nachtschutzleuten und fünf Nachtwächtern ausgeübt.
Der Landesteil Birkenfeld verfügte seit 1817 über eine eigene Gendarmerie. Im Landesteil Lübeck war seit 1905 in den Gemeinden ebenfalls die Oldenburgische Gendarmerie zuständig.

### Gründung
Am 3. Oktober 1919 beantragte die Koalitionsregierung unter Ministerpräsident Theodor Tantzen, bestehend aus der DDP, der SPD und dem Zentrum, beim Oldenburgischen Landtag die Aufstellung einer landeseigenen Sicherheitspolizei. Der Landtag nahm den Antrag an, da sich das Reich bereit erklärt hatte, 80 % der anfallenden Kosten zu übernehmen. Offenbar wurden diese Kosten über das Reichsinnenministerium abgerechnet. Tantzen wurde daher auch als Gründer der Orpo bezeichnet. Als Gründungstag wurde der 14. Oktober festgelegt.
Die Sipo entstand aus der Abwicklungskommission des Oldenburgischen Infanterieregiments Nr. 91 (OIR 91). Ihr Leiter, Major Oskar Wantke (1872–1940) wurde Kommandeur der Orpo. Wie Wantke stammten auch andere zukünftige Offiziere aus dem OIR 91 wie Moritz von Drebber oder Bruno von der Hellen oder hatten im Ersten Weltkrieg als Reserveoffiziere gedient wie Heinrich Lankenau, Wantkes zukünftiger (bis 1928) Adjutant. 1920 wurde Wantke auch Kommandeur der Gendarmerie, nachdem Generalmajor Rudolf Kellner (1850–1929) 1920 aus Altersgründen verabschiedet worden war.

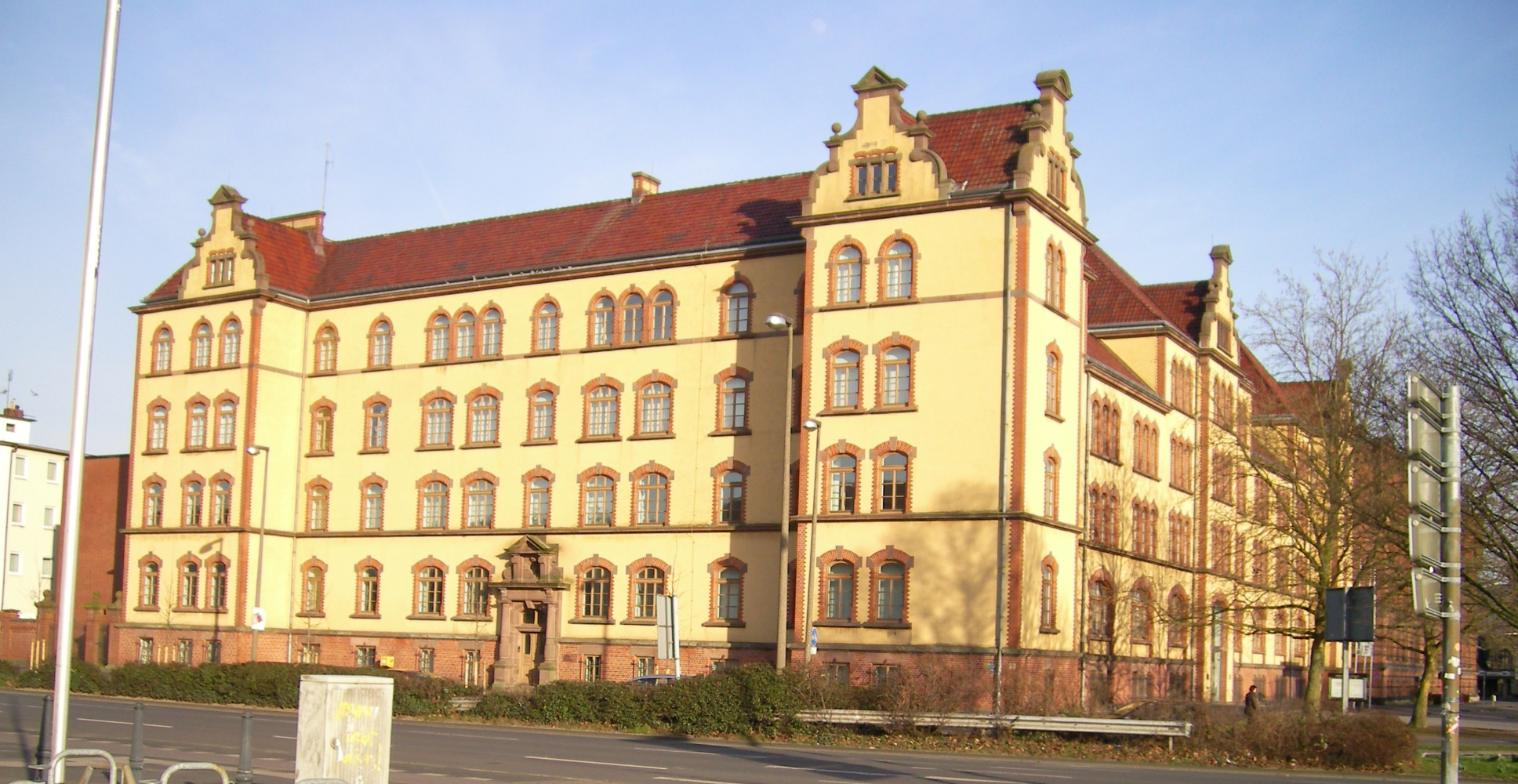
Landesbibliothek (Oldb)

Dienstsitz der Sipo/Orpo wurde die 1902 erbaute Kaserne IIa des ehemaligen OIR 91 auf dem Pferdemarkt. Sie blieb bis 1982 als Staatspolizeiamt bzw. Polizeiamt zentrale Dienststelle der Oldenburger Polizei. Nach einem aufwendigen Umbau beherbergt die ehemalige Kaserne seit 1987 die Landesbibliothek Oldenburg. In der nebenliegenden Kaserne IIb war von 1924 bis vermutlich 1937 die Revierhundertschaft (siehe unten) untergebracht, heute ein Studentenwohnheim.

### Gesetzliche Grundlagen, Dienstzeiten
Gesetzliche Grundlagen der Orpo waren das „Gesetz über die Ordnungspolizei“ vom 16. März 1923 sowie das „Gesetz für den Landesteil Oldenburg über die Ordnungspolizei“ vom 17. Juli 1923. Die Beamten besaßen im Gegensatz zu Reichswehrangehörigen das Koalitionsrecht. Sie waren im Verband der Beamten der Ordnungspolizei Oldenburg organisiert, der dem Oldenburger Beamtenbund angeschlossen war. Die Polizeianwärter wurden ein Jahr lang ausgebildet und bei Eignung als Polizeiwachtmeister übernommen. Nach insgesamt sieben Dienstjahren erfolgte die Einstellung als planmäßiger Polizeibeamter in der Regel als Polizeioberwachtmeister. Nach achtjähriger Dienstzeit bestand die Möglichkeit der Übernahme in die Gendarmerie oder Kommunalpolizei. Die Dienstzeit betrug 12 Jahre; besonders geeignete Beamte konnten nach 13 Dienstjahren je nach Haushaltslage unwiderruflich eingestellt werden. Für die ausscheidenden Beamten wurde 1926 eine Berufsberatungs- und Arbeitsvermittlungsstelle eingerichtet. In der Polizeibeamtenschule (siehe unten) wurden die Beamten auch auf eine spätere zivile Tätigkeit vorbereitet.
Der Außendienst regelte sich auch 1928 noch nach der 1911 erlassenen „Dienstvorschrift für das Großherzoglich Oldenburgische  Gendarmerie-Korps“. Für den Innendienst waren eigene Vorschriften erlassen worden, vermutlich nach preußischem Vorbild.

### Struktur und Gliederung

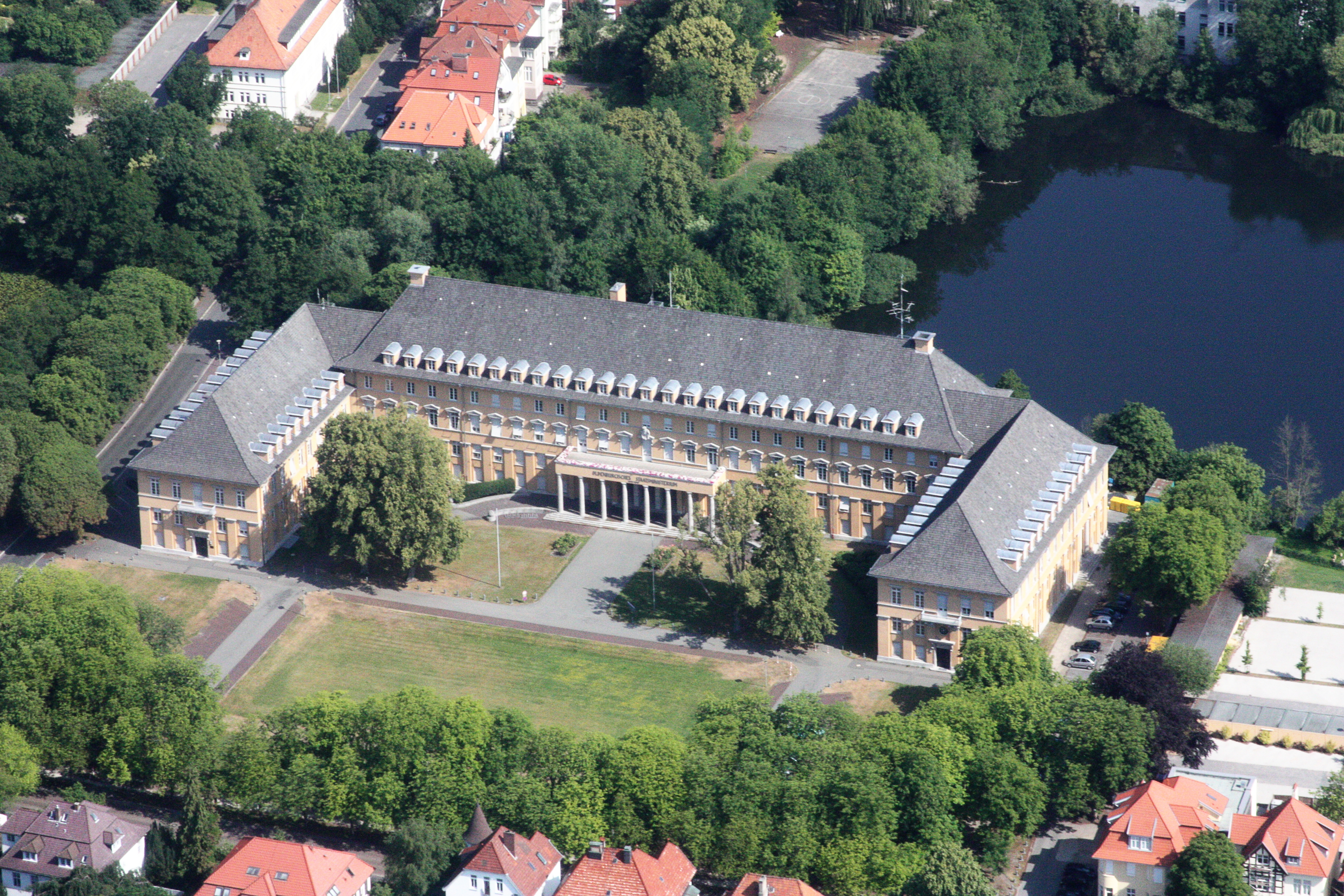
Oldenburg Luftaufnahme PD 165

Die Orpo unterstand dem Ministerium des Innern als Landespolizeibehörde. Zuständig für die Orpo war ein Polizeireferent; von 1923 bis 1932 Ministerialrat Zimmermann. Das MdI war wie die übrige Regierung im Staatsministerium untergebracht, das durch eine Orpo-Wache gesichert wurde. 1929 war das Kommando der Ordnungspolizei wie folgt gegliedert:
- Abteilung I: Kommando- und Registraturangelegenheiten, Sport
- Abteilung IIa: Personalangelegenheiten der Polizeiwachtmeister
- Abteilung IIb: Waffenwesen, Nachrichtenmitteldienst, Luftüberwachung
- Abteilung IIc: Kraftfahrwesen
- Abteilung III: Ärztliche Angelegenheiten
- Abteilung IV: Verwaltungs- und Rechnungswesen
- Abteilung V: Werkstätte für Waffen, Fahrräder und technische Anlagen
- Abteilung F: Fortbildung der Polizeiwachtmeister (Polizeibeamtenschule)

Die Orpo war in drei Hundertschaften gegliedert, die bis Dezember 1924 in der Stadt Oldenburg in der Kaserne IIa stationiert waren. Die 1. Hundertschaft wurde am 22. Januar 1920, die 2. Hundertschaft am 13. Februar aufgestellt, die 3. Hundertschaft im Laufe des weiteren Jahres. Der 3. Hundertschaft wurde eine Ausbildungsabteilung angegliedert, die bei der Verlegung der Hundertschaft nach Delmenhorst 1924 in Oldenburg verblieb. Aus ihr wurde um 1925 die Polizeibereitschaft gebildet, die auch den Revierdienst in Oldenburg versah. In Bad Schwartau wurde eine Revierabteilung gebildet.
1924 wurden die drei Hundertschaften als sogenannte Revierhundertschaften disloziert:
1. Revierhundertschaft Stadt Oldenburg
2. Revierhundertschaft Rüstringen
3. Revierhundertschaft Delmenhorst
Hinzu kam ab 1923/24 die Revierabteilung Bad Schwartau im Landesteil Lübeck sowie ab 1931 die Revierabteilung Idar-Oberstein im Landesteil Birkenfeld.
Die Polizeibereitschaft aus Polizeianwärtern diente de facto als Polizeischule. Ihr Leiter war von 1926 bis 1932 Dr. Heinrich Horst (1880–ca. 1969), früherer Seminarlehrer des Evangelischen Lehrerseminars, der 1932 aus politischen Gründen aus dem Dienst entfernt wurde (siehe unten). Der Unterricht erfolgte sowohl durch Polizeibeamte als auch Zivillehrer. Polizeioffiziere wurden zu Lehrgängen an die Höhere Polizeischule Potsdam-Eiche entsandt. Für einige Monate, unklar, wann, war der preußische Pol.-Major Wilhelm Neese nach Oldenburg abgeordnet worden, der 1930 „Das Lehrbuch für die Polizeischulen“ verfasste. Die Orpo verfügte auch über eine eigene Bibliothek.
In der Gründungsphase der Sipo/Orpo wurde der polizeiliche Fachunterricht durch Gendarmerie-Kommissar Röhm und Polizei-Wachtmeister Geck vom Stadtmagistrat Oldenburg durchgeführt. Der allgemeinbildende Unterricht erfolgte durch den Lehrer Stolle, der bereits seit Jahrzehnten die angehenden Gendarmen des Gendarmeriekorps unterrichtete. Die Offiziere erhielten Unterricht durch dienstältere Offiziere sowie durch Richter des Landgerichts Oldenburg.
Der Sportunterricht (sogenannte Körperschulung) nahm einen wichtigen Teil der Ausbildung ein. Damit die Beamten auch gemeinsam an öffentlichen Wettkämpfen teilnehmen konnte, wurde bereits 1920 der Verein für Leibesübungen der Ordnungspolizei gegründet, der der Deutschen Turnerschaft angeschlossen war.
Im April 1929 betrug die Gesamtstärke der Orpo rund 400 Mann (22 Offiziere, 378 Wachtmeister). Davon waren untergebracht:
- Stadtmagistrat Oldenburg: 98 Wachtmeister, 4 Offiziere
- Stadtmagistrat Rüstringen: 30 Wachtmeister, 1 Offizier
- Stadtmagistrat Delmenhorst: 55 Wachtmeister, 2 Offiziere
- Regierung Eutin (Landesteil Lübeck): 15 Wachtmeister, 1 Offizier
- Polizeibereitschaft Oldenburg: 85 Wachtmeister, 3 Offiziere.[5]

### Dienstgrade, Uniformierung, Bewaffnung, Ausrüstung
Die Orpo-Dienstgrade wurden mit dem Zusatz „Polizei-“ verwendet, z. B. „Polizei-Wachtmeister“, „Polizei-Leutnant“ usw. Die Form der Dienstgradabzeichen entsprach der der preußischen Schutzpolizei, wie sie nach dem Zweiten Weltkrieg auch von verschiedenen westdeutschen Länderpolizeien, dem Bundesgrenzschutz und der Deutschen Volkspolizei verwendet wurden:
Offiziere:
- Oberst
- Oberstleutnant
- Major
- Hauptmann
- Oberleutnant
- Leutnant

Wachtmeister (Generell: Wachtmeister SB; SB = Sammelbegriff):
- Hauptwachtmeister
- Zugwachtmeister
- Oberwachtmeister
- Wachtmeister mit mehr als 4 Dienstjahren
- Wachtmeister mit weniger als 4 Dienstjahren
- Anwärter

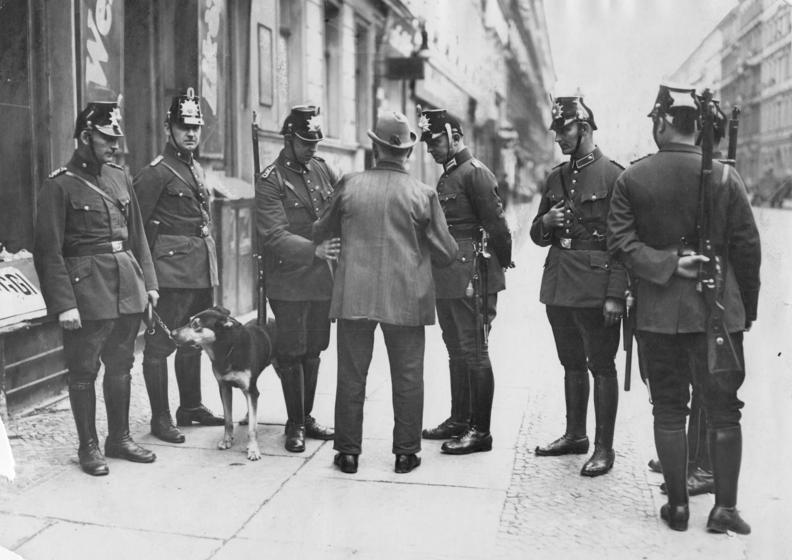
Preußische Polizisten in Berlin-Wedding bei einer Personenkontrolle

Vorbild in der Uniformierung war, soweit bekannt, die Schutzpolizei des Freistaats Preußen. Diese trug ursprünglich die graugrüne Uniform der Jägerregimenter der Preußischen Armee. Aus dieser Uniformfarbe entwickelte sich in Deutschland der informelle Begriff der „grünen Polizei“ für eine kasernierte Polizei im Gegensatz zu den meist blau uniformierten Kommunalpolizeien. Da die graugrünen Jägeruniformen anfänglich nicht zu beschaffen waren, fand die Erstausstattung der oldenburgischen Sipo noch mit feldgrauen Uniformen statt mit nicht näher bekannten Sonderabzeichen. Ab Januar 1920 wurden graugrüne Uniformen ausgegeben. Aufgrund der Note von Boulogne 1920 wurde die Orpo jedoch ab 1924 mit blauen Uniformen ausgestattet.

Wappen Freistaat Oldenburg

Der blaumelierte Rock besaß einen Stehumlegekragen mit dunkelgrünem Besatztuch, eine verdeckte Knopfleiste und vier Außentaschen in unterschiedlichen Variationen für Offiziere und Wachtmeister. Wachtmeister trugen am Kragen grüne Kragenspiegel, Offiziere silberne Gardelitzen. Die Hosen (Stiefelhose und lange Hose) waren schwarz. Die Schulterklappen waren dunkelgrün und hellgrün unterlegt und mit den oldenburgischen Landesfarben blau-rot durchflochten. Die Kopfbedeckung bestand für die Polizeioffiziere aus einem schwarzen Tschako aus Wolltuch, für die Wachtmeister aus schwarzgefärbtem Leder. Die Tschakos trugen die so genannte Sonne bzw. den Gardestern mit dem oldenburgischen Landeswappen. Im kleinen Dienst und außerhalb des Dienstes wurden statt des Tschakos blaumelierte Schirmmützen getragen. Die Wachtmeister besaßen außerdem eine so genannte „weiche“ Hausmütze. Hinzu kamen ein blaumelierter Mantel sowie schwarze Lederstiefel für Offiziere und Schnürschuhe und Ledergamaschen sowie kleine schwarze Stiefel für die Wachtmeister. Die Wachtmeister waren verpflichtet, die Uniform auch außer Dienst zu tragen.
Durch ihre blaue Uniform und den Tschako war die Orpo deutlich von der Gendarmerie zu unterscheiden, die mehr oder weniger noch die graugrüne Uniform der Vorkriegszeit mit einem stählernen Helm in der Form der Pickelhaube trug.
Die Bewaffnung bestand aus einer Pistole 08, einem Seitengewehr und bei Bedarf aus einem Karabiner 98. Offiziere waren befugt, einen Degen zu tragen. Der Gummiknüppel (zeitgenössisch „Gummiknüttel“) galt nicht als Waffe, sondern Ausrüstungsgegenstand. Maschinengewehre waren lediglich in dem einzigen Sonderwagen der Orpo eingebaut.
1929 bestand der Kraftfahrzeugpark der Orpo in der Stadt Oldenburg aus 5 Pkw, 3 Lkw, einem Mannschaftstransportwagen, einem Sonderwagen Modell Daimler/21 und sechs Krafträdern. Die Ausbildung der Fahrer erfolgte durch den Fahrdienstleiter, der eine Lizenz als Fahrlehrer besaß. Die technische Ausbildung der Fahrer erfolgte in der Polizeischule für Technik und Verkehr in Berlin. Seit 1928 befand sich der Fahrzeugpark in einer eigens errichteten Fahrzeughalle auf dem Gelände des Staatspolizeigebäudes, der auch Werkstatträume angeschlossen waren. Offenbar wurden mit diesen Fahrzeugen auch regelmäßig Verkehrskontrollen durchgeführt. Ein motorisierter Streifendienst mit Streifenwagen fand nicht statt; der Streifendienst wurde ausschließlich zu Fuß und per Fahrrad durchgeführt.

### Einsatz im Revierdienst
Obwohl die Sipo/Orpo ursprünglich als paramilitärische Truppe zur Aufstandsbekämpfung analog zur späteren Bereitschaftspolizei konzipiert worden war, wurde sie im Freistaat Oldenburg noch unmittelbar in der Aufbauphase im polizeilichen Einzeldienst eingesetzt bzw. ersetzte diesen teilweise. Im August 1921 übernahm die Orpo in der Stadt Oldenburg den Revierdienst, während die städtische Polizei weiterhin für den Kriminal-, Gewerbe-, Markt- und Verwaltungsdienst zuständig war. Als Hauptwache diente die ehemalige Schlosswache auf dem Schlossplatz. Am 1. April 1924 wurde in der ehemaligen Gemeinde Osternburg in der Ulmenstrasse ein eigenständiges Polizeirevier eingerichtet, in dem Orpo- und Kommunalpolizeibeamte gemeinsam Dienst verrichteten. Trotzdem war in Osternburg weiterhin die Gendarmerie für den Kriminalpolizeidienst zuständig.
Der Revierdienst wurde anfänglich Zugweise in 24-Stunden-Schichten durchgeführt bis 1927 zuerst in Rüstringen und dann in Oldenburg und Delmenhorst der 12-Stundendienst eingeführt wurde.

### Einsätze
Zum Zeitpunkt des Kapp-Putsches im März 1920 war lediglich die 1. Hundertschaft aufgestellt und die 2. Hundertschaft im Aufbau begriffen. Soweit bekannt, wurde die Orpo nicht direkt eingesetzt, jedoch zur Ausbildung einer vom Ministerium angeordneten Regierungstruppe abgestellt. Stattdessen wurde von der Einwohnerwehr der Stadt Oldenburg, die zu diesem Zeitpunkt 12 Hundertschaften umfasste und von ehemaligen (Reserve)Offizieren wie dem bekannten Sportlehrer Nikolaus Bernett geführt wurde, ein umfangreicher Wachdienst eingerichtet. Im Sommer 1920 wurden aufgrund von Plünderungen bei Lebensmittelunruhen Orpo-Beamte in Delmenhorst eingesetzt. Ende 1920 wurden alle drei Hundertschaften nach Delmenhorst zur Suche nach illegalen Waffen und zugehöriger Munition entsandt.
Im Februar 1922 wurde die 3. Hundertschaft anlässlich eines Eisenbahnerstreiks in Delmenhorst eingesetzt, um Bahnanlagen und Güter auf dem Hauptbahnhof zu sichern. Ende August/Anfang September erfolgte ein erneuter Einsatz in Delmenhorst anlässlich eines Streiks im Linoleumwerk, bei dem so genannte Nothelfer geschützt werden mussten.
Während des Hamburger Aufstands der KPD im Oktober 1923 wurden kleinere Orpo-Abteilungen nach Berne und Augustfehn entsandt und einige Dutzend Parteimitglieder und Anhänger wegen Landfriedensbruch festgenommen. Ab 1927 wurde die Orpo verstärkt zu Einsätzen gegen die Landvolkbewegung hinzugezogen.
Alle drei Hundertschaften wurden gemeinsam eingesetzt, als Reichspräsident Paul von Hindenburg im Mai 1927 die Stadt Oldenburg, Bad Zwischenahn und Rüstringen/Wilhelmshaven besuchte. Anlässlich des Besuchs entstand von unbekannter Seite auch ein der Dokumentarfilm, auf dem Orpo-Beamte und Gendarmen beim Sicherungsdienst aufgenommen wurden.
Ab 1929 kam es zu verstärkten Orpo-Einsätzen anlässlich von politischen Auseinandersetzungen zwischen KPD- und NSDAP-Anhängern. So beendete die Orpo Anfang Mai 1931 auf dem Pferdemarkt eine Schlägerei zwischen Anhängern beider Parteien mit Gummiknüppeln.

## Umstrukturierung und Auflösung 1932–1937
Nach den gewonnenen Landtagswahlen im Mai 1932 griff die neue NSDAP-Landesregierung unter Carl Röver umgehend in die Orpo ein, indem sie im August 1932 Oberst Wantke beurlaubte und den als national geltenden Pol.-Major Hermann Sassenberg (1886–?) zu seinem Nachfolger ernannte und zum Oberstleutnant beförderte. Der Leiter der Polizeischule, Dr. Horst, Mitglied der DDP, wurde abgesetzt; außerdem wurde ihm die Lehrerlaubnis für das Fach Geschichte entzogen. Horsts Nachfolger wurde das NSDAP-Mitglied Dr. Purnhagen, später Studienrat Dr. Kohnen. Hauptmann Lankenau löste im Innenministerium Ministerialrat Zimmermann als Polizeireferent ab. Der seit August beurlaubte ehemalige Kommandeur Wantke wurde im November 1932 regulär pensioniert. Bereits 1934 wurde Sassenberg durch Lankenau abgelöst, der im Mai 1933 in die NSDAP eingetreten war.
Im Juni 1932 stellte die Landesregierung eine rund 330 Mann starke Hilfspolizei vorzugsweise aus SA-Angehörigen auf, die, soweit bekannt, der Gendarmerie unterstellt wurde. Sie wurde bereits im August auf Intervention des Reichsinnenministers Wilhelm von Gayl aufgelöst, aber offenbar im Februar 1933 erneut aufgestellt.
Mit dem Gesetz über den Neuaufbau des Reichs vom 30. Januar 1934 gingen die Hoheitsrechte von den Ländern auf das Reich über, und es begann die Gleichschaltung der Landespolizeien (Lapo), die im Februar 1934 sämtlich dem direkten Kommando des Reichsinnenministeriums unterstellt wurden. Mit Erlass vom 26. März 1933 wurden in den einzelnen Ländern Landespolizeien gebildet, die im Prinzip den Großteil der kasernierten Polizei-Einheiten umfasste. Diese Landespolizeiverbände wurden ab dem 15. März 1935 im Zuge der Aufrüstung der Wehrmacht von dieser übernommen.
Im Land Oldenburg begann diese Umwandlung Ende 1933. Die Lapo Oldenburg bestand offenbar ausschließlich aus den jüngeren Jahrgängen der Orpo. Bereits im Dezember 1933 fanden militärische Übungen der Lapo im Sennelager und im Munsterlager statt. Im November 1933 wurden die kasernierten Landespolizeien der Bundesstaaten Anhalt, Oldenburg und Braunschweig dem Kommando der preußischen Landespolizei-Inspektion Magdeburg unterstellt. Im August 1934 wurden die Landespolizeien Anhalt, Oldenburg und Braunschweig aufgelöst und in so genannten Polizei-Regimentern eingegliedert, die wiederum im Oktober 1935 in die neue Wehrmacht integriert wurden.
Nach einer Aufstellung über Kraftfahrzeuge verfügte die oldenburgische Lapo im August 1934 über drei Pkw, ein Krad und einen Mannschaftstransportwagen für 33 Personen. Die Auflösung der Lapo erfolgte zum 31. Dezember 1934, bereits zum 1. Oktober wurden acht Offiziere und 162 Wachtmeister in die Reichswehr überführt, davon 44 zum Infanterie-Regiment 16. Die Orpo selbst wurde im Laufe des Jahres 1934 in „Schutzpolizei des Landes Oldenburg“ umbenannt. Diese besaß 1934 noch 305 Beamte.
Die Schutzpolizei Oldenburg wurde zum 1. April 1937 im Zuge der Verreichlichung aufgelöst und ihre Angehörigen von der neuen Ordnungspolizei (Schutzpolizei, Gendarmerie, Kommunalpolizeien) oder anderen Behörden wie der Reichspost oder der Reichsbahn übernommen.